# Klášter Thoronet
Klášter Thoronet je klášter situovaný u francouzské vsi Le Thoronet v departementu Var.
Cisterciácká fundace byla založena roku 1136 poblíž Tourtouru. Klášterní konvent se však pro nepříznivé místní podmínky přesunul a roku 1157 již byli mniši na dnešní lokaci. Ihned započali se stavbou kostela a klášterních budov. Stavební činnost byla ukončena zřejmě okolo roku 1200. Poté následoval pomalý úpadek, roku 1514 bylo v konventu pouhých sedm mnichů.